# Pandémie de Covid-19 en Irlande
- ≥195
- 90-195
- 72-90
- 63-72
- <63

La pandémie de Covid-19 en Irlande démarre officiellement le 29 février 2020. À la date du 12 septembre 2022, le bilan est de 7 829 morts.

## Historique
L'arrivée de la pandémie affecte rapidement la société, en effet les célébrations de la Saint-Patrick sont annulées. Le Premier ministre Leo Varadkar rentre de Washington D.C. pour annoncer la fermeture des écoles, collèges ou encore des lieux publics à partir du 29 mars 2020.

### Abattage des visons
Les autorités décident, en novembre 2020, de faire tuer environ 100 000 visons d'élevage à la suite de la découverte d’une possible mutation du virus chez ces animaux.

### Pic de l'hiver 2021
Au début de 2021, la courbe des contaminations s'élève brusquement, et le confinement, réinstauré après Noël, est durci dès le début de janvier. Le service des clients en intérieur dans les cafés, bars et restaurants, ne reprend qu’en juillet 2021.

### Hausse à l'automne 2021
Alors que 90 % de la population a été vaccinée et que la plupart des restrictions liées à l’épidémie ont été levées le 22 octobre 2021, l’Irlande enregistre, en novembre, le taux d’incidence du Covid-19 le plus élevé en Europe occidentale, atteignant celui de l'hiver dernier. Aussi, le 16 novembre, le gouvernement impose de nouvelles restrictions : "les bars et les boîtes de nuit doivent fermer leurs portes à minuit et une nouvelle règle contraint les proches directs de toute personne testée positive à s’isoler pendant cinq jours", le télétravail est à nouveau indiqué.

## Conséquences économiques
L’économie irlandaise devrait selon les prévisions se contracter de 2,3 % en 2020, contre une moyenne de 7,4 % pour les pays de l’Union européenne. Ces bons résultats s'expliquent par l’implantation en Irlande de nombreux grands groupes pharmaceutiques, attirés par le faible taux d’imposition, et dont la pandémie a considérablement accru l'activité.
Cependant, le Financial Times souligne que ces résultats ne donnent à voir qu’une image partielle de l’économie irlandaise : « En réalité, c’est un trompe l’œil, ces entreprises provoquent une inflation du PIB qui cache un fort impact de la pandémie sur l’économie domestique [...]. Les autorités utilisent même un outil spécifique, le revenu national brut modifié (GNI). Il s’agit de soustraire l’impact des investissements étrangers afin de mieux comprendre l’état réel de l’économie et le niveau de vie des Irlandais. » Ainsi, en prenant cet indicateur au lieu du PIB, l’économie se contracterait en 2020 de 6 %.
Le taux de chômage a fortement augmenté depuis le début de la pandémie, passant de 4,8 % en janvier à 28 % en avril, avant de redescendre à 20,2 % avant le deuxième confinement.

## Soins médicaux

### Vaccination
Dès la fin d’août 2021, presque 90 % des adultes sont entièrement vaccinés contre le coronavirus, et en septembre 2021, plus de 73 % de la population est désormais entièrement vaccinée contre le Covid-19. Mais à l'automne 2021, la pandémie repart, et Tony Holohan, le médecin en chef d'Irlande, déclare que les vaccinations ne donnent pas les résultats escomptés pour réduire de la transmission du Covid-19.

## Statistiques

Nombre de cas déclarés (bleu) et décès (rouge) (échelle logarithmique). Les différences quotidiennes sont indiquées en pointillés.

Le graphique qui aurait dû être présenté ici ne peut pas être affiché car il utilise l'ancienne extension Graph, désactivée pour des questions de sécurité. Des indications pour créer un nouveau graphique avec la nouvelle extension Chart sont disponibles ici.

Le graphique qui aurait dû être présenté ici ne peut pas être affiché car il utilise l'ancienne extension Graph, désactivée pour des questions de sécurité. Des indications pour créer un nouveau graphique avec la nouvelle extension Chart sont disponibles ici.

Le graphique qui aurait dû être présenté ici ne peut pas être affiché car il utilise l'ancienne extension Graph, désactivée pour des questions de sécurité. Des indications pour créer un nouveau graphique avec la nouvelle extension Chart sont disponibles ici.